# Jutta Niehaus
Judith „Jutta” Niehaus, po mężu Tielemann (ur. 10 stycznia 1964 w Bocholt) – niemiecka kolarka szosowa, srebrna medalistka olimpijska.

## Kariera
Największy sukces w karierze Jutta Niehaus osiągnęła w 1988 roku, kiedy zdobyła srebrny medal w wyścigu ze startu wspólnego podczas igrzysk olimpijskich w Seulu. W zawodach tych wyprzedziła ją jedynie Holenderka Monique Knol, a trzecie miejsce zajęła Laima Zilporytė z ZSRR. Był to jedyny medal wywalczony przez Niehaus na międzynarodowej imprezie tej rangi. Na rozgrywanych cztery lata później igrzyskach olimpijskich w Barcelonie w tej samej konkurencji Niemka zajęła dopiero 44. pozycję. Ponadto trzykrotnie zdobywała szosowe wicemistrzostwo kraju, w latach 1987, 1988 i 1990. Nigdy nie zdobyła medalu na szosowych mistrzostwach świata.